# 彰化-高雄高架橋
彰化–高雄高架橋（しょうか-たかお こうかきょう、英語: Changhua–Kaohsiung Viaduct）は台湾彰化県から高雄市までの5つの県市（着工当時は6県市）に跨る台湾高速鉄道（高鉄）の鉄道橋で、全長約157kmの連続高架橋。台湾最長の橋梁であり、かつ中華人民共和国の丹陽-昆山特大橋に抜かれる2010年までは世界最長の長さだった。

## 概要
彰化県員林市林厝里の八卦台地を貫く八卦山トンネル出口付近を起点とし、高雄市仁武区高楠里の高鉄左営駅手前を終点とする。
| 高架橋起点位置               | 高架橋終点位置               |
| ---------------------------- | ---------------------------- |
| 地図                         | 地図                         |
| 工事起点から185.786842km地点 | 工事起点から343.103216km地点 |

### 記録
竣工時点では当時ギネスブックで道路橋として世界最長だったタイのバーンナー高速道路（約67,100メートルの高架橋、2000年開通）、および水上橋として世界最長だった米国のポンチャートレイン湖コーズウェイ（38,442メートルの水上橋）を抜いて事実上世界最長の橋となった。
2010年以降は中華人民共和国の丹陽-昆山特大橋（164,851メートル、2010年完成、2011年供用）に次ぐ世界2位となった。なお、本橋が記載されていないギネスブックでは天津特大橋（113,700メートル、2011年供用）および渭南渭河特大橋（79,732メートル、2008年完成、2010年供用）がそれに次ぐ扱いとなっている。
このため中台両国の報道では、米国CNNの『本橋を世界2位、（海上道路橋として世界最長となった）港珠澳大橋（全長約55,000メートル、2018年開通）を6位』とした報道を引用した台湾メディアと、中国大陸側のメディアで温度差がみられる。

### 沿革
2000年3月1日または4月1日に6つの工区（C260、C270、C280、C291、C295、C296）に分かれて着工された。工区の概略は下表のとおり。
2004年3月31日、台南県新営市（現・台南市新営区）で最後の橋桁が設置され、八卦山トンネル南側出口付近から高雄市左営までの157.317kmの高架橋が連結された。その後軌道工事と試運転を経て、2007年1月5日の仮開業開始とともに開通した。
| 工区                                           | 区間                                                        | km                                             | 担当業者                                                   | 主な施設と交差物件                                  | 備考                        |
| ---------------------------------------------- | ----------------------------------------------------------- | ---------------------------------------------- | ---------------------------------------------------------- | --------------------------------------------------- | --------------------------- |
| C260                                           | TK 170K+400 - （彰化県彰化市） TK 207K+015 （彰化県渓州郷） | 36.615                                         | 大陸工程、 B+B                                             | 八卦山トンネル、 高架橋起点、 彰化駅                | [ 18 ] [ 19 ] [ 20 ] [ 21 ] |
| C270                                           | TK 207K+015 - TK 249K+814 （嘉義県太保市）                  | 42.799                                         | 大陸工程、 B+B                                             | 濁水渓、虎尾渓、雲林駅、 北港渓、朴子渓             | [ 18 ] [ 19 ] [ 20 ] [ 21 ] |
| C280                                           | TK 249K+814 - TK 284K+221 （台南市麻豆区）                  | 34.41                                          | 三星建設、 斗山重工、 理成営造                             | 嘉義駅、八掌渓、急水渓、 亀重渓、徳元埤、番子田埤、 | [ 22 ]                      |
| C291                                           | TK 284K+221 - TK 312K+734 （台南市帰仁区）                  | 28.513                                         | 長鴻営造、 清水建設                                        | 曽文渓、許県渓                                      | [ 23 ] [ 24 ]               |
| C295                                           | TK 312K+734 - TK 340K+058 （高雄市仁武区）                  | 27.324                                         | 長鴻営造、 イタリアン・タイ・デベロップメント、 太平洋電線 | 台南駅、二仁渓、阿公店渓、 典宝渓、燕巣基地         | [ 25 ] [ 26 ]               |
| C296                                           | TK 340K+058 - TK 343K+120 （高雄市左営区）                  | 3.062                                          | 清水建設、 長鴻営造                                        | 中山高速公路、 高架橋終点                           |                             |
| 至左営駅（345.2K）、左営基地、終点（346K+368） | 至左営駅（345.2K）、左営基地、終点（346K+368）              | 至左営駅（345.2K）、左営基地、終点（346K+368） | 至左営駅（345.2K）、左営基地、終点（346K+368）             | 至左営駅（345.2K）、左営基地、終点（346K+368）      | 地上区間                    |

## 仕様
耐震性能は緊急事態でも列車を安全停止でき、かつ想定される最大規模の地震による損傷でも修復可能なように設計され、橋梁は断層活動によって引き起こされる壊滅的な被害でも回避できるよう建設されている。
あらかじめ工場で組み立てておいた橋桁（ボックス・ガーダー）を現場で取り付け、既存桁上のトレーラーとクレーンで1スパンずつ伸ばしていくFSPLM工法(Full Span Pre-Cast Launching Method)が多く採用され、工期短縮が図られた。一部の例外を除いて標準的な橋桁1つあたりのサイズは道床からの深さ2.8-3.15メートル、幅13メートル、長さ30メートル、重量700トン。
|                                                     |              |              |
| 猴探井（南投県）から見える 田中鎮（彰化県）の高架橋 | 雲林県土庫鎮 | 嘉義県新港郷 |

|              |                              |                                                     |
| 嘉義県太保市 | 沙崙線との並行区間（台南市） | 中山高速公路との立体交差 （高雄市仁武区の終点手前） |